# Objectif de développement durable no 3 des Nations unies

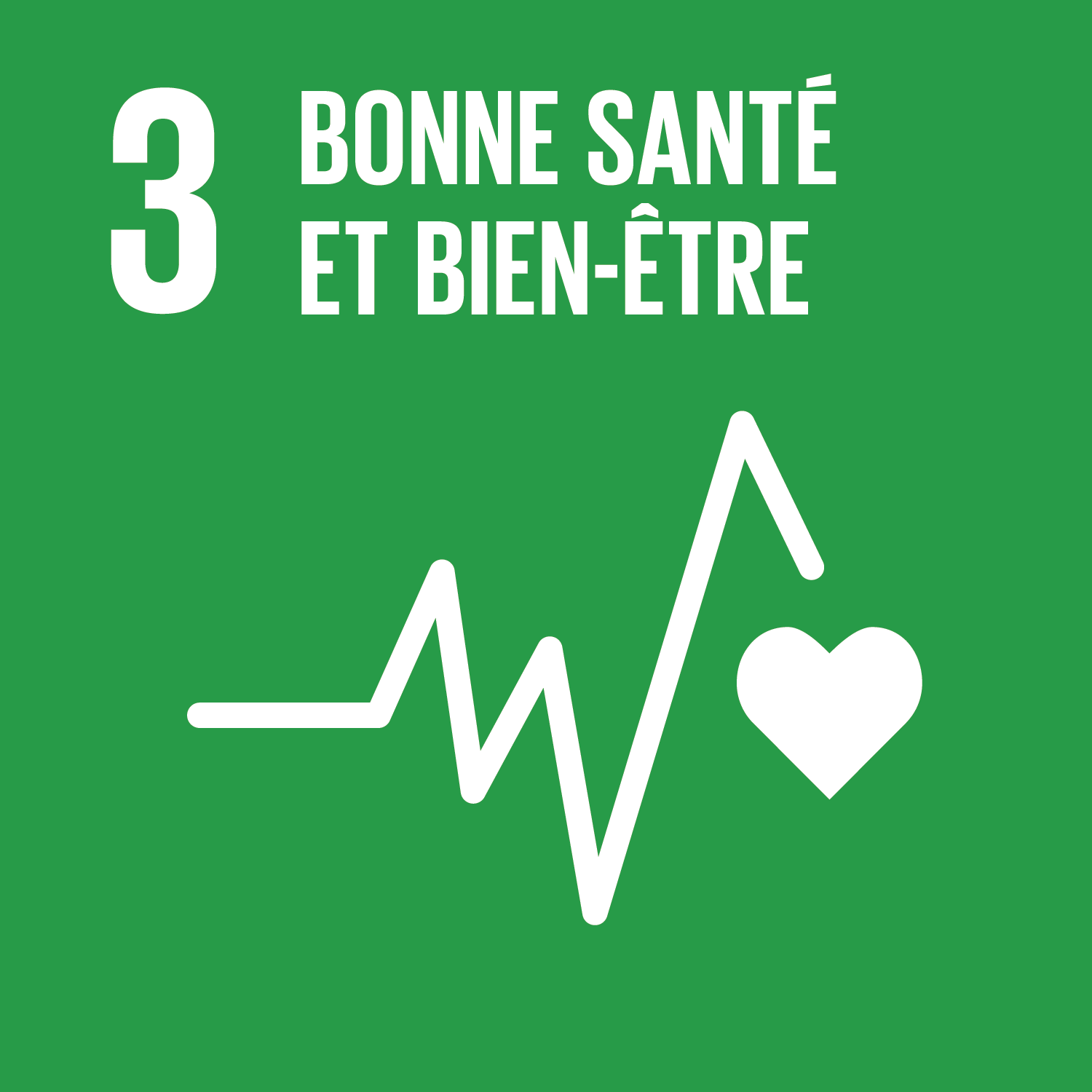
Icone de l'objectif de développement durable n°3 des Nations unies.

Santé et bien-être
Pour un article plus général, voir Objectifs de développement durable.
 (mars 2021).
La mise en forme du texte ne suit pas les recommandations de Wikipédia : il faut le « wikifier ».
Les points d'amélioration suivants sont les cas les plus fréquents. Le détail des points à revoir est peut-être précisé sur la page de discussion.
- Les titres sont pré-formatés par le logiciel. Ils ne sont ni en capitales, ni en gras.
- Le texte ne doit pas être écrit en capitales (les noms de famille non plus), ni en gras, ni en italique, ni en « petit »…
- Le gras n'est utilisé que pour surligner le titre de l'article dans l'introduction, une seule fois.
- L'italique est rarement utilisé : mots en langue étrangère, titres d'œuvres, noms de bateaux, etc.
- Les citations ne sont pas en italique mais en corps de texte normal. Elles sont entourées par des guillemets français : « et ».
- Les listes à puces sont à éviter, des paragraphes rédigés étant largement préférés. Les tableaux sont à réserver à la présentation de données structurées (résultats, etc.).
- Les appels de note de bas de page (petits chiffres en exposant, introduits par l'outil «  Source ») sont à placer entre la fin de phrase et le point final[comme ça].
- Les liens internes (vers d'autres articles de Wikipédia) sont à choisir avec parcimonie. Créez des liens vers des articles approfondissant le sujet. Les termes génériques sans rapport avec le sujet sont à éviter, ainsi que les répétitions de liens vers un même terme.
- Les liens externes sont à placer uniquement dans une section « Liens externes », à la fin de l'article. Ces liens sont à choisir avec parcimonie suivant les règles définies. Si un lien sert de source à l'article, son insertion dans le texte est à faire par les notes de bas de page.
- La présentation des références doit suivre les conventions bibliographiques. Il est recommandé d'utiliser les modèles {{Ouvrage}}, {{Chapitre}}, {{Article}}, {{Lien web}} et/ou {{Bibliographie}}. Le mode d'édition visuel peut mettre en forme automatiquement les références.
- Insérer une infobox (cadre d'informations à droite) n'est pas obligatoire pour parachever la mise en page.

Pour une aide détaillée, merci de consulter Aide:Wikification.
Si vous pensez que ces points ont été résolus, vous pouvez retirer ce bandeau et améliorer la mise en forme d'un autre article.
L'objectif de développement durable no 3 des Nations unies, intitulé « Bonne santé et bien-être », est l'un des 17 objectifs établis par les États membres des Nations unies. C’est un des horizons qu’ils ont prévus d’atteindre d’ici 2030 ; son nom complet est : « Permettre à tous de vivre en bonne santé et promouvoir le bien-être de tous à tout âge »

## Enjeux

### Enjeux mondiaux
En 2020 la population mondiale était d’environ 7,8 milliards d’habitants sur terre. L'enjeu est d’augmenter l’espérance de vie moyenne et donc d’améliorer l’accès aux soins. En effet, plus de 400 millions de personnes n’ont pas accès au service de santé essentiel, et selon le PNUB, près de 1,6 milliard de personnes vivent dans des environnements fragiles où le manque d'accès aux services de santé basiques représente un obstacle majeur.  
Au Panama, l'un des programmes de l’ONU intervient encore plus depuis que le covid-19 est arrivé pour lutter contre le VIH, qui continue d’infecter et de tuer de nombreuses personnes.

### Enjeux en France
Deux enjeux majeurs sont présents en France : L'égalité de l'accès aux soins pour tous les territoires et La réduction du vieillissement de la société française. La France doit anticiper les nouveaux besoins et amplifier sa politique favorisant les personnes en situation de handicap. Elle doit développer une politique de protection et de promotion de la santé.

## Cibles
L’objectif de développement durable numéro 3 est décliné en 9 cibles à atteindre d’ici 2020 et 2030 : 
3.1 D’ici à 2030, faire passer le taux mondial de mortalité maternelle au-dessous de 70 pour 100 000 naissances vivantes  
3.2 D’ici à 2030, éliminer les décès évitables de nouveau-nés et d’enfants de moins de 5 ans, tous les pays devant chercher à ramener la mortalité néonatale à 12 pour 1 000 naissances vivantes au plus et la mortalité des enfants de moins de 5 ans à 25 pour 1 000 naissances vivantes au plus  
3.3 D’ici à 2030, mettre fin à l’épidémie de sida, à la tuberculose, au paludisme et aux maladies tropicales négligées et combattre l’hépatite, les maladies transmises par l’eau et autres maladies transmissibles  
3.4 D’ici à 2030, réduire d’un tiers, par la prévention et le traitement, le taux de mortalité prématurée due à des maladies non transmissibles et promouvoir la santé mentale et le bien-être  
3.5 Renforcer la prévention et le traitement de l’abus de substances psychoactives, notamment de stupéfiants et d’alcool  
3.6 D’ici à 2020, diminuer de moitié à l’échelle mondiale le nombre de décès et de blessures dus à des accidents de la route  
3.7 D’ici à 2030, assurer l’accès de tous à des services de soins de santé sexuelle et procréative, y compris à des fins de planification familiale, d’information et d’éducation, et la prise en compte de la santé procréative dans les stratégies et programmes nationaux  
3.8 Faire en sorte que chacun bénéficie d’une assurance-santé, comprenant une protection contre les risques financiers et donnant accès à des services de santé essentiels de qualité et à des médicaments et vaccins essentiels sûrs, efficaces, de qualité et d’un coût abordable  
3.9 D’ici à 2030, réduire nettement le nombre de décès et de maladies dus à des substances chimiques dangereuses et à la pollution et à la contamination de l’air, de l’eau et du sol 
Pour atteindre ces objectifs il faudra :   
3.a renforcer dans tous les pays, selon qu’il convient, l’application de la Convention-cadre de l’Organisation mondiale de la Santé pour la lutte antitabac  
3.b appuyer la recherche et la mise au point de vaccins et de médicaments contre les maladies, transmissibles ou non, qui touchent principalement les habitants des pays en développement, donner accès, à un coût abordable, à des médicaments et vaccins essentiels, conformément à la Déclaration de Doha sur l’Accord sur les ADPIC et la santé publique, qui réaffirme le droit qu’ont les pays en développement, pour protéger la santé publique et, en particulier, assurer l’accès universel aux médicaments, de recourir pleinement aux dispositions de l’Accord sur les ADPIC qui ménagent une flexibilité à cet effet.  
3.c accroître considérablement le budget de la santé et le recrutement, le perfectionnement, la formation et le maintien en poste du personnel de santé dans les pays en développement, notamment dans les pays les moins avancés et les petits États insulaires en développement.  
3.d renforcer les moyens dont disposent tous les pays, en particulier les pays en développement, en matière d’alerte rapide, de réduction des risques et de gestion des risques sanitaires nationaux et mondiaux.  

## Indicateurs

### Indicateurs nationaux
L’ODD 3 s’appuie sur différents indicateurs pour mesurer l’avancement de l’objectif.  Les indicateurs peuvent différer d’un pays à l’autre néanmoins certains sont communs et une liste internationale a été établie.   
3.1 : Le taux de mortalité maternelle ainsi que la proportion de naissances assistées par du personnel de santé qualifié.   
3.2 : Le taux de mortalité des moins de 5 ans et le taux de mortalité néonatale seront les critères étudiés pour mesurer la réduction de la mortalité infantile (décès du nourrisson avant son premier mois de vie).    
3.3 : Les indicateurs sont donc le nombre de nouvelles infections à  VIH pour 1 000 habitants non infectés, l’incidence de la tuberculose pour 100 000 habitants, l’incidence du paludisme pour 1 000 habitants, l’incidence de l’hépatite B pour 100 000 habitants, ou encore le nombre de personnes nécessitant des interventions contre les maladies tropicales négligées. Ces indicateurs seront étudiés selon le sexe, l’âge et les populations clés.   
3.4 : Les indicateurs adéquats seront le taux de mortalité attribué aux maladies cardiovasculaires, au cancer, au diabète ou aux maladies respiratoires chroniques ainsi que le taux de mortalité par suicide.  
3.5 : La couverture des interventions de traitement (médicamenteuse, psychosociale et de réadaptation et services de suivi) pour les troubles liés à la consommation d’alcool et d’autres drogues ainsi que la consommation d’alcool par habitant (15 ans et plus) au cours d’une année civile en litres d’alcool pur sont nécessaires dans la réalisation de cet objectif.  
3.6 : Le taux de mortalité dû aux accidents de la route.  
3.7 : La proportion de femmes en âge de procréer (âgées de 15 à 49 ans) qui ont besoin d’une planification familiale satisfaite des méthodes modernes ainsi que le taux de natalité chez les adolescentes (âgées de 10 à 14 ans ; âgées de 15 à 19 ans) pour 1 000 femmes de ce groupe d’âge.  
3.8 : La couverture des services de santé essentiels et la proportion de la population ayant d’importantes dépenses de santé des ménages en proportion des dépenses ou des revenus totaux des ménages.  
3.9 : Le taux de mortalité attribué à la pollution de l’air domestique et ambiant, le taux de mortalité attribué à l’eau insalubre, à l’assainissement insalubre et au manque d’hygiène (exposition aux services d’eau, d’assainissement et d’hygiène pour tous (WASH) insalubres) ou encore le taux de mortalité attribué à un empoisonnement involontaire.  
3.a : la prévalence normalisée selon l’âge de l’usage actuel du tabac chez les personnes âgées de 15 ans et plus.  
3.B : L’aide publique totale au développement aux secteurs de la recherche médicale et de la santé fondamentale, la proportion de la population cible couverte par tous les vaccins inclus dans leur programme national et enfin la proportion d’établissements de santé qui ont un ensemble de médicaments essentiels pertinents disponibles et abordables sur une base durable  
3.C : La densité et distribution des agents de santé  
3.d : Renforcer la capacité de tous les pays, en particulier les pays en développement, à prévenir rapidement et à réduire les risques et à prendre en charge les risques sanitaires nationaux et mondiaux.  

### Indicateurs Européens
Eurostat défini onze indicateurs au niveau européen pour l’objectif du développement durable numéro 3. Ce sont les suivants :   
- Espérance de vie à la naissance selon le sexe
- Part des personnes ayant une bonne ou très bonne santé perçue selon le sexe
- Prévalence du tabagisme selon le sexe
- Taux de mortalité normalisé dû à la tuberculose, au VIH et à l’hépatite par type de maladie
- Mortalité évitable et traitable standardisée
- Besoin déclaré d’examen médical et de soins sexuels
- Taux d’obésité par indice de masse corporelle (IMC)
- Personnes tuées dans des accidents du travail, par sexe
- Population vivant dans des ménages considérant qu’ils souffrent du bruit et du statut de pauvreté
- Personnes tuées dans des accidents de la route
- Exposition à la pollution atmosphérique par les particules

### Indicateurs en France
Selon L’Insee, les indicateurs retenus sont au nombre de 9 et sont les suivants :   
- Espérance de vie
- Découvertes de séropositivité VIH
- Décès pour cause de suicide
- Satisfaction dans la vie
- Consommation d’alcool
- Personnes tuées par accident de la route
- Renoncement aux soins pour raisons financières
- Prévalence du tabagisme quotidien
- Indicateurs complémentaires, ceux-ci sont déjà affectés principalement à d’autres Objectifs du développement durable. Ils sont en compléments.